# Luis Antonio Calvo
Luis Antonio Calvo (Gámbita, Santander, Colòmbia, 28 d'agost de 1882 − Agua de Dios, 22 d'abril de 1945) fou un compositor colombià.
Mancat de mitjans per pagar-se els estudis, entrà de recader d'un professor de música de Tunja, el qual li ensenyà els primers passos, sent admès als deu anys en una banda de música, en la que hi tocà diversos instruments.
El 1906 es traslladà a Bogotà, on hagué de lluitar desesperadament contra la misèria, aconseguint al final ingressar en l'Acadèmia Nacional, en la que perfeccionà els seus coneixements, fins llavors molt rudimentaris. Calvo fou un autor de molt inspirades cançons sobre texts de Juan Ramón Jiménez, Amado Nervo i d'altres; així com d'himnes, cants religiosos, nombroses obres per a piano i l'opereta Una noche en París.